# Bookcliff Shelter
Le Bookcliff Shelter – ou Book Cliffs Shelter – est un point de vue panoramique couvert dans le comté de Mesa, au Colorado, dans l'ouest des États-Unis. Protégée au sein du Colorado National Monument, cette structure construite durant l'été 1965 offre un panorama sur plusieurs canyons. C'est une propriété contributrice au Colorado National Monument Visitor Center Complex, un district historique inscrit au Registre national des lieux historiques depuis le 15 juillet 2003. On l'atteint depuis le Saddlehorn Visitor Center via le Canyon Rim Trail.